# Urrós (Torre de Moncorvo)
Urrós ist ein Ort und eine ehemalige Gemeinde (Freguesia) im portugiesischen Kreis Torre de Moncorvo. Die Gemeinde hatte 265 Einwohner (Stand 30. Juni 2011).
Am 29. September 2013 wurden die Gemeinden Urrós und Peredo dos Castelhanos zur neuen Gemeinde União das Freguesias de Urrós e Peredo dos Castelhanos zusammengeschlossen. Urrós ist Sitz dieser neu gebildeten Gemeinde.